# Lambert de Bailleul
Lambert de Bailleul, évêque de Thérouanne (en Artois, département du Pas-de-Calais) de 1082 à 1083, est un prélat très controversé : imposé par le comte de Flandres, Robert le Frison, en butte à l'hostilité du clergé de Thérouanne, car non élu, simoniaque et violent, objet d'interventions répétées du pape Grégoire VII, il se retrouve excommunié par le concile de Meaux tenu en 1082 et subit en 1083 une mutilation physique infligée par des chevaliers gagnés à la cause dudit clergé.

## Biographie
On sait peu de choses sur Lambert de Bailleul, appelé par des auteurs « Albert de Belle, » ou encore « Lambertus Bellulanus ». Son patronyme suggère qu'il est originaire de Bailleul. Il appartient à la noblesse et il fait montre d'un caractère affirmé. Lambert aurait été chantre du chapitre Saint-Pierre de Lille. Arthur Giry le dit clerc mais pas encore diacre.
Les évènements qui suivent demeurent entourés d'incertitudes sur leur ordre chronologique précis : les auteurs en présentent des versions différentes. Les courriers du pape Grégoire VII n'apportent pas les éclaircissements souhaitables, car souvent non datés. Néanmoins, les grandes lignes demeurent identiques dans tous les travaux sur le court épiscopat de Lambert.

## Nomination imposée
Lambert de Bailleul succède en tant qu'évêque de Thérouanne à Hubert, élu entre novembre 1078 et avril 1079, faisant l'objet de nombreuses critiques du pape Grégoire VII et qui se démet finalement en 1081 ou 1082 après avoir été grièvement blessé et s'être opposé sans succès au comte de Flandre Robert Ier de Flandre dit Robert le Frison, au sujet de la nomination de l'abbé de l'abbaye Saint-Winoc de Bergues.
Lambert doit sa nomination en tant qu'évêque à l'influence de Robert le Frison, auquel, selon M. Lefebvre, il a proposé de l'argent pour obtenir l'évêché, mais aussi à celle du roi de France Philippe Ier. Robert a imposé Lambert par la force en envahissant l'évêché fin 1081-début 1082 et en brisant avec violence les portes de l'église de Thérouanne. Ce faisant, il viole les lois, franchises et immunités de l'église de Thérouanne où l'usage était, depuis des temps immémoriaux, que l'évêque soit élu par un vote libre.
De plus, Lambert se fait consacrer diacre, prêtre et évêque par des évêques eux-mêmes suspendus. Il fait ensuite son entrée à Thérouanne en s'appuyant sur l'armée du comte de Flandre.
Il arrache le crucifix fixé sur la porte fermée de l'église et un écriteau attaché à celui-ci interdisant à un non élu d'occuper le siège d'évêque. Lambert accomplit ce geste avec tellement de rage qu'il casse le crucifix. Lambert et Robert s'en prennent alors aux clercs hostiles à Lambert, les blessent ou les mettent en fuite et confisquent leurs biens. Lambert intrigue auprès du comte de Flandre pour qu'il bannisse du comté ces mêmes clercs. Enfin, il abreuve d'insultes les porteurs de lettres pontificales,.
Lambert de Bailleul est donc, dès ses débuts, un évêque imposé par un laïc à des clercs récalcitrants.

## Prélature contestée
Lambert de Bailleul parait ouvertement simoniaque (il trafique des biens de l'Église), peu réformateur, et un évêque aux prises pendant tout son court épiscopat avec une partie au moins de son clergé.
Parmi ses principaux opposants, se trouve un doyen identifié par son initiale S. qui peut être le doyen Sicardius lequel souscrit la charte de fondation de l'abbaye de Messines en 1065 par Drogon, évêque de Thérouanne de 1030 à 1078. Est également identifié un diacre, qui est probablement Enguerran, chanoine de Saint-Omer. Et figure, et peut-être surtout, Arnoul, archidiacre de Thérouanne et prévôt du chapitre cathédral ou prévôt de Saint-Omer. Arnoul s'implique également dans un complot de plusieurs nobles contre le comte de Flandre, ce qui lui vaut de subir les foudres de ce dernier : banni du comté, il va à Rome solliciter l'appui du pape. Avec le soutien de l'évêque de Soissons, Arnoult de Soissons, il obtient finalement, après que l'affaire de Lambert soit terminée, le pardon du comte et retrouve ses biens.
Le pape Grégoire VII ne peut rester sans réagir aux évènements de 1081-1082. Il écrit au début de cette dernière année, à Robert Ier de Flandre pour lui ordonner de retirer son appui à Lambert. Dans cette lettre, il traite Lambert de « clericus sacrilegius » qui a acheté son évêché contre la volonté des clercs. Il réitère peu de temps après (il écrira encore d'autres missives par la suite à ce sujet) dans un autre courrier adressé au clergé et au peuple de Thérouanne et de nouveau au comte pour insister dans le même sens. Il accuse ouvertement Lambert de simonie et précise que le comte Robert avait invoqué comme excuse le fait que le roi de France soutenait lui aussi Lambert de Bailleul. Grégoire VII enjoint à Robert de ne témoigner ni obéissance ni respect à Lambert, de se considérer comme délié de son serment de fidélité au roi, de veiller à donner la priorité aux volontés de Dieu et de chasser Lambert du siège de l'évêché. La réponse de Robert n'est pas connue, mais il semble qu'il n'entreprend aucune démarche ni vis-à-vis du pape, ni vis-à-vis du légat de ce dernier. Selon Arthur Giry, le pape ménage beaucoup le comte Robert dans ses premières lettres, ce que l'auteur explique par la situation difficile de Grégoire VII, déjà aux prises avec le roi de France et avec l'empereur, qui veut donc éviter de se faire un nouvel ennemi du puissant comte de Flandre. Le dit comte et par conséquent Lambert de Bailleul semblent avoir tablé sur cette situation pour résister aux injonctions du pape.
Grégoire VII écrit également et finalement aux évêques de Cambrai, Noyon, Amiens, ainsi qu'aux ecclésiastiques et nobles de Flandre pour qu'ils interviennent auprès du comte pour obtenir que celui-ci change de position vis-à-vis de Lambert. Il donne aux évêques cités l'ordre d'excommunier Robert le Frison, si dans un délai de quarante jours, il n'a pas abandonné Lambert, fait pénitence et accordé une juste réparation aux ecclésiastiques lésés.
Lambert de Bailleul est excommunié au concile de Meaux le 26 octobre 1082, présidé par le légat du pape Hugues de Die, en raison de plusieurs crimes, dont celui d'avoir fait prisonniers cinq clercs qui voulaient aller à Rome auprès du pape pour se plaindre de lui, mais aussi pour avoir avant son épiscopat, pris des libertés avec la discipline canonique de son église,.
Lambert ne tient aucun compte de cette décision. L'avoué de l'église de Thérouanne Eustache assisté de quelques autres chevaliers force alors les portes de l'église, s'empare de Lambert, lui coupe la langue et le bout des doigts et l'expulse de sa cathédrale,.
Lambert de Bailleul s'adresse à ce moment au pape en plaidant le fait qu'il ne voulait pas s'opposer à l'église mais qu'il ignorait la décision du concile de Meaux.
Grégoire VII, saisi de doutes, estime que les choses sont allées trop loin. Il permet à Lambert de venir se justifier devant l'archevêque de Lyon (Hugues de Die) et l'abbé de Cluny (Hugues de Cluny), chargés de reprendre le procès et de permettre à Lambert de prouver ses dires, tout en les mandatant pour juger ses agresseurs. Dans le même temps, il annonce être prêt à accorder le pardon au comte de Flandre, s'il restitue aux clercs de Thérouanne les biens qu'il leur avait confisqués. La révision du procès n'est pas favorable à Lambert dont il semble qu'il ait, dans l'intervalle, cherché des appuis du côté de l'antipape Clément III et qu'il ne se soit pas présenté à l'audience.
Lambert meurt peu de temps après, apparemment des suites de ses blessures fin 1083, ce qui clôt l'affaire.
On ne sait s'il a produit des chartes : aucun texte de lui n'est connu.
Gérard succède à Lambert de Bailleul, à l'évêché de Thérouanne: voir Liste des évêques de Thérouanne.